# Ліннвілл (Теннессі)
Ліннвілл (англ. Lynnville) — місто (англ. town) в США, в окрузі Джайлс штату Теннессі. Населення — 292 особи (2020).

## Географія
Ліннвілл розташований за координатами 35°22′41″ пн. ш. 87°0′22″ зх. д. / 35.37806° пн. ш. 87.00611° зх. д. (35.378104, -87.006106).  За даними Бюро перепису населення США в 2010 році місто мало площу 0,85 км², уся площа — суходіл.

## Демографія
Згідно з переписом 2010 року, у місті мешкало 287 осіб у 124 домогосподарствах у складі 81 родини. Густота населення становила 339 осіб/км².  Було 141 помешкання (167/км²).
Расовий склад населення:
| - 91,6 % — білих - 8,0 % — чорних або афроамериканців |

До двох чи більше рас належало 0,3 %. Частка іспаномовних становила 1,4 % від усіх жителів.
За віковим діапазоном населення розподілялося таким чином: 19,5 % — особи молодші 18 років, 61,3 % — особи у віці 18—64 років, 19,2 % — особи у віці 65 років та старші. Медіана віку мешканця становила 43,1 року. На 100 осіб жіночої статі у місті припадало 100,7 чоловіків;  на 100 жінок у віці від 18 років та старших — 90,9 чоловіків також старших 18 років.
Середній дохід на одне домашнє господарство  становив 46 543 долари США (медіана — 34 722), а середній дохід на одну сім'ю — 53 100 доларів (медіана — 48 750). Медіана доходів становила 32 279 доларів для чоловіків та 31 786 доларів для жінок. За межею бідності перебувало 13,5 % осіб, у тому числі 20,0 % дітей у віці до 18 років та 11,0 % осіб у віці 65 років та старших.
Цивільне працевлаштоване населення становило 122 особи. Основні галузі зайнятості: освіта, охорона здоров'я та соціальна допомога — 27,0 %, роздрібна торгівля — 18,9 %, виробництво — 16,4 %, будівництво — 16,4 %.